# Ком'яга

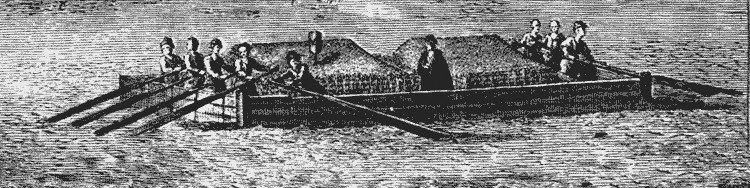
ком'яга

Ком'я́га — річна барка, сплавне судно, яким в XVI столітті привозили сіль з Криму. Це сплавне річкове судно без щогли, яке рухалося лише за допомогою весел. Безщоглове річкове судно тоннажністю 30—70 т, мало прямокутний дерев'яний корпус (шириною до 10 м, довжиною до 24 м), неглибоку посадку й обслуговувалося командою з 7—12 веслярів. Будівництво ком'яг та їх використання як транспортного засобу набуло поширення на українських землях в XVI–XVII ст.
Ком'яги з товарами курсували водними артеріями в межах українських земель; їх широко використовували також для обслуговування експортної торгівлі. З розташованих на р. Західний Буг (прит. Вісли) портів ком'ягами транспортували сплавним способом у польський морський порт Гданськ великі партії товарів, насамперед збіжжя, а також продукцію промислів.

## Етимологія
Назва судна іноді зустрічалася у формі «комига» — рід барки, відомої у колишній Волинській губернії. «Ком'яга», «комига» є спорідненими з «комяга», «камяга» — словами різних слов'янських мов на позначення човна-довбанки, виготовленого із одного цільного стовбура дерева.